# ブリング・オン・ザ・ルーシー
「ブリング・オン・ザ・ルーシー」（Bring On the Lucie (Freda Peeple)）は1973年に発表されたジョン・レノンの個人名義第3弾アルバム『マインド・ゲームス』に収録された楽曲。
レノンはオノ・ヨーコとの共同名義で発表した『サムタイム・イン・ニューヨーク・シティ』がプロテスト色を前面に押し出しすぎたため売上を落とした反省から個人名義第2弾アルバム『イマジン』のテイストに戻して製作している。「オンリー・ピープル」と並ぶプロテスト色の強い作品である。
「すべての人々を自由にして希望をもたらせ」「殺人を今すぐ止めろ」と歌われる。
歌詞のくだりにある「666」は新約聖書の「ヨハネの黙示録」の項に登場する悪魔の手下のこと。
2005年発売の『マインド・ゲームス』のリマスター盤には、家庭で録音されたバージョンがボーナス・トラックとして収録されている。
2006年公開の英米合作映画『トゥモロー・ワールド』のエンドスクロールに使用されている。